# Bornemissza Éva
Bornemissza Éva, Bornemisza (Kolozsvár, 1914. augusztus 31. – Budapest, 1971. november 28.) magyar színésznő.

## Pályafutása
Dr. Bornemisza Károly közigazgatási bíró és Holczer Irén Irma leánya. Tanítónői diplomát szerzett. A debreceni színház igazgatója, Horváth Árpád fedezte fel, majd 1936-ban Bárdos Artúrnál tanult. Miután elvégezte az Országos Színészegyesület Színészképző Iskoláját, a Művész Színháznál játszott. 1938-tól a Nemzeti Színház tagja volt, ahol 1950-ig szerepelt. Ezután néhány év kényszerpihenő következett, majd 1955-ben újból az intézmény tagja lett, egészen haláláig. Karakterszerepeken tűnt fel. 1940. február 1-én Budapesten, a Ferencvárosban Kertész István debreceni születésű magántisztviselő felesége lett.
Búcsúztatására a Mező Imre úti temetőben került sor 1971. december 21-én, majd hamvait Balatonlellén helyezték el.

## Fontosabb színházi szerepei
- Egy anya (Madách Imre: Az ember tragédiája)
- Fräulein (Móricz Zsigmond: Úri muri)
- Gyorsírónő (Illés Endre: Az idegen)
- 3. esztenás lány (Ibsen: Peer Gynt)
- Phoebe pásztorlány (Shakespeare: Ahogy tetszik)
- A testvérke (Niccodemi: Hajnalban, délben, este)
- Szerencse forrásnimfa (Pünkösti–Gozzi: Három narancs szerelme)
- Zsuzsi gépírónő (Bókay János: Négy asszonyt szeretek)
- Olympe (Dumas: A kaméliás hölgy)
- Placidia (Teleki László: A kegyenc)
- 2. asszony (Brecht: A vágóhidak szent Johannája)
- Asszony (Déry Tibor: Bécs 1934)
- Gizi (Örkény István: Sötét galamb)

## Filmszerepei
- Én voltam (1936) – plüss kabalaárus a bárban
- Az aranyember (1936) – Athalie barátnője
- A titokzatos idegen (1936) – Kovács kisasszony, Kázméry titkárnője
- Lovagias ügy (1937) – titkárnő a vívóteremben
- Pesti mese (1937) – cukrászkisasszony
- Az én lányom nem olyan (1937) – Dr. Hubay Péter titkárnője
- Háromszázezer pengő az utcán (1937) – banki tisztviselőnő
- Jöjjön elsején (1940) – Dr. Kollárné
- Mária két éjszakája (1940) – Kárpát Józsefné szobrásznő, Mária lakótársa
- Sári bíró (1943) – Terka, Sári bíró menye